# Венера Медічі
Вене́ра Ме́дічі, а також Вене́ра Медіце́йська (італ. Venere de' Medici, лат. Venus Medicaea) — римська копія І ст. до н. е. незбереженого грецького оригіналу у натуральну величину, що зображує богиню Афродіту (Венеру). Здогадно виконана в Афінах, за бронзовим оригіналом типу Афродіти Кнідської. Починаючи з 1677 року знаходиться у художній скарбниці роду Медічі — Галереї Уффіці у Флоренції, Італія.

## Історія
Богиня зображена у невловній, швидкоплинній позі, немов спостигнута у той самий момент, коли вийшла з моря після купання. Морську тему підтверджує зображення дельфіна, який слугує додатковою опорою статуї ліворуч (у бронзовому оригіналі, можливо, ця деталь була відсутня). Порівняно зі гордовито-строгою витонченістю Венери Кнідської, врода «Венери Медічі» має більш почуттєвий характер, притаманний радше для примхливої і кокетливої жінки.
На цоколі грецький напис: «Клеомен, син Аполлодора з Афін робив» (ΚΛΕΟΜΕΝΗΣ ΑΠΟΛΛΟΔΩΡΟΥ ΑΘΗΝΑΙΟΣ ΕΠΟΕΣΕΝ). Напис не є стародавнім: він був доданий лише в XVIII ст.; коли імена відомих майстрів викарбовували на малоцінних мармурах для підвищення їхньої коштовності. У випадку з цією статуєю її не наважилися приписати таким скульптурам, як Праксітель, Фідій чи Скопас, а визнали за краще вдовольнитися авторством маловідомого скульптора Клеомена. Руки реставрував Ерколе Феррата, який зробив пальці статуї згідно зі смаками доби Маньєризму тонкими й дедалі вужчими до кінців — новоділ XVII ст., який вдалося виявити лише в XIX.
Термін «Венера Медічі» вживають до всіх античних статуй, які є копіями витворів Праксітеля і зображають Венеру у схожих позах і оголеною (новація Праксітеля). Хоча згадки про цей тип статуї в античних джерелах не збереглися, він мав бути широко відомим римлянам і грекам. Після Венери Медічі галереї Уффіці найціннішою статуєю цього типу є «Афродіта» музею «Метрополітен».

## Відкриття

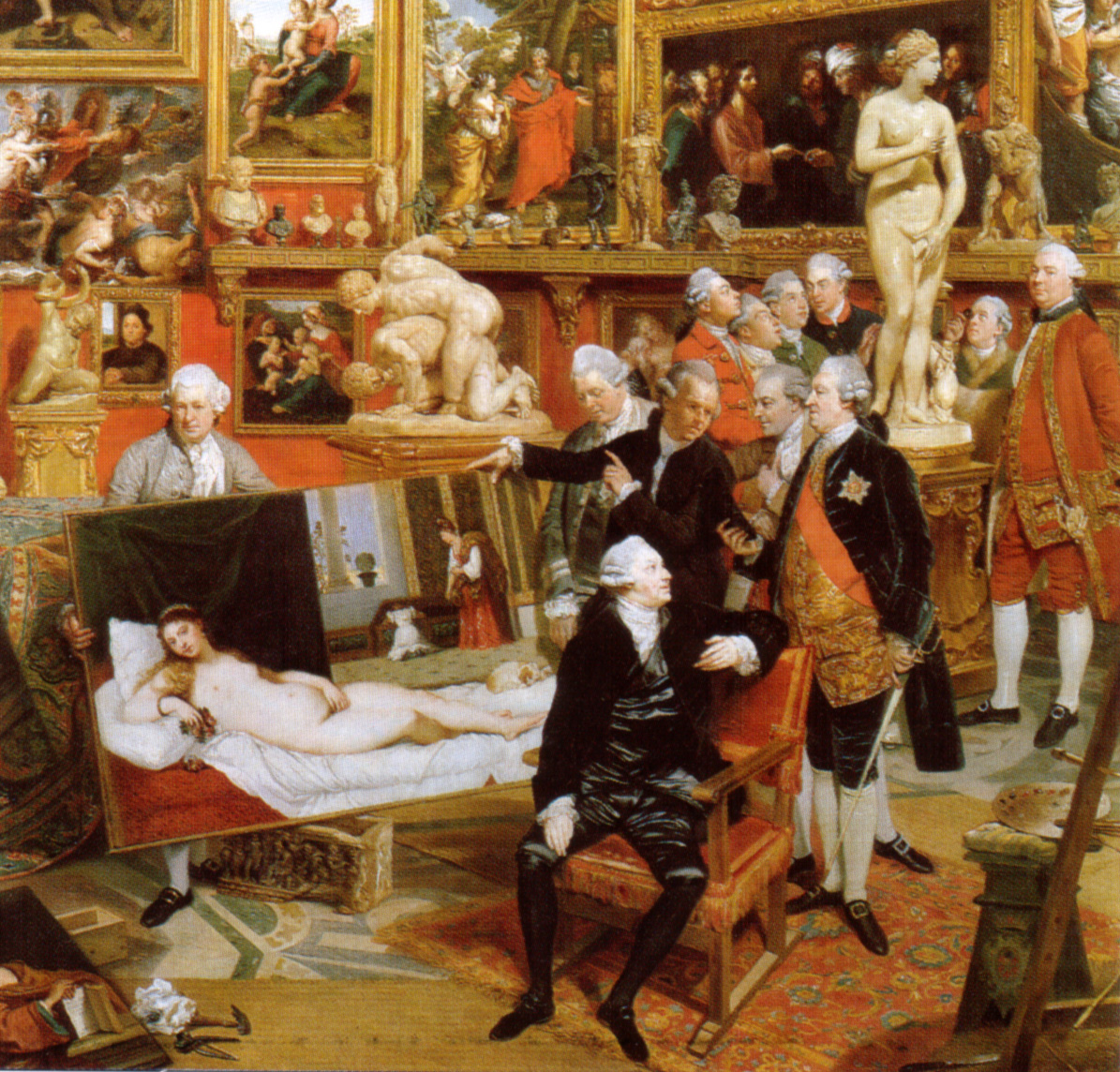
Іоганн Цоффані Трибуна Уффіці, 1772 р. (фрагмент). «Венера Медічі» праворуч, біля неї англійські любителі мистецтва

Час і місце знахідки статуї невідомі. Перша згадка міститься в антології Segmenta nobilia signorum et statuarum que temporis dentem invidium evase, яку уклав 1638 року Франсуа Перр'є (François Perrier), і яку присвячено збереженим античним стародавностям Рима. Втім, статуя вже встигла прославитися і доти: відоме, що в 1559 році її зменшену копію Нікколо Орсіні, граф Пітільянський відправив у дар іспанському королю Філіпу ІІ — серед серії мінікопій найліпших античних скульптур. Серію виконав нідерландський скульптор з майстерні Бенвенуто Челліні Віллем Даніелз Ван Тетрод (відомий в Італії під ім'ям Гільельмо Фіямінго).
Статуя була перевезена з Рима до Флоренції в серпні 1677 року з благословення папи Інокентія XI, який вважав, що подібні фігури можуть породжувати гріховні помисли, тому вирішив прибрати її якомога далі від своєї резиденції. У Флоренції статую помістили у Трибуну Уффіці — найвідомішу зі зал однойменної галереї, головну визначну пам'ятку знаменитого Гран-Туру. Тривалий час вона мала славу одної з пів дюжини найпрекрасніших античних збережених скультур, перш ніж у XIX ст. смаки дещо змінилися. Лука Джордано зробив сотні зарисовок статуї, Йоганн Цоффані включив її у свою картину «Трибуна Уффіці», Байрон присвятив їй п'ять строф у «Чайльд-Гарольді». Венера Медічі була серед найцінніших витворів мистецтва, відправлених в евакуацію до Палермо в 1800 році під час французького вторгнення. Втім, у 1803 році статуя таки опинилася в Парижі, повернувшись до Флоренції лише після падіння Наполеона, 27 грудня 1815 року.

## Дослідження статуї

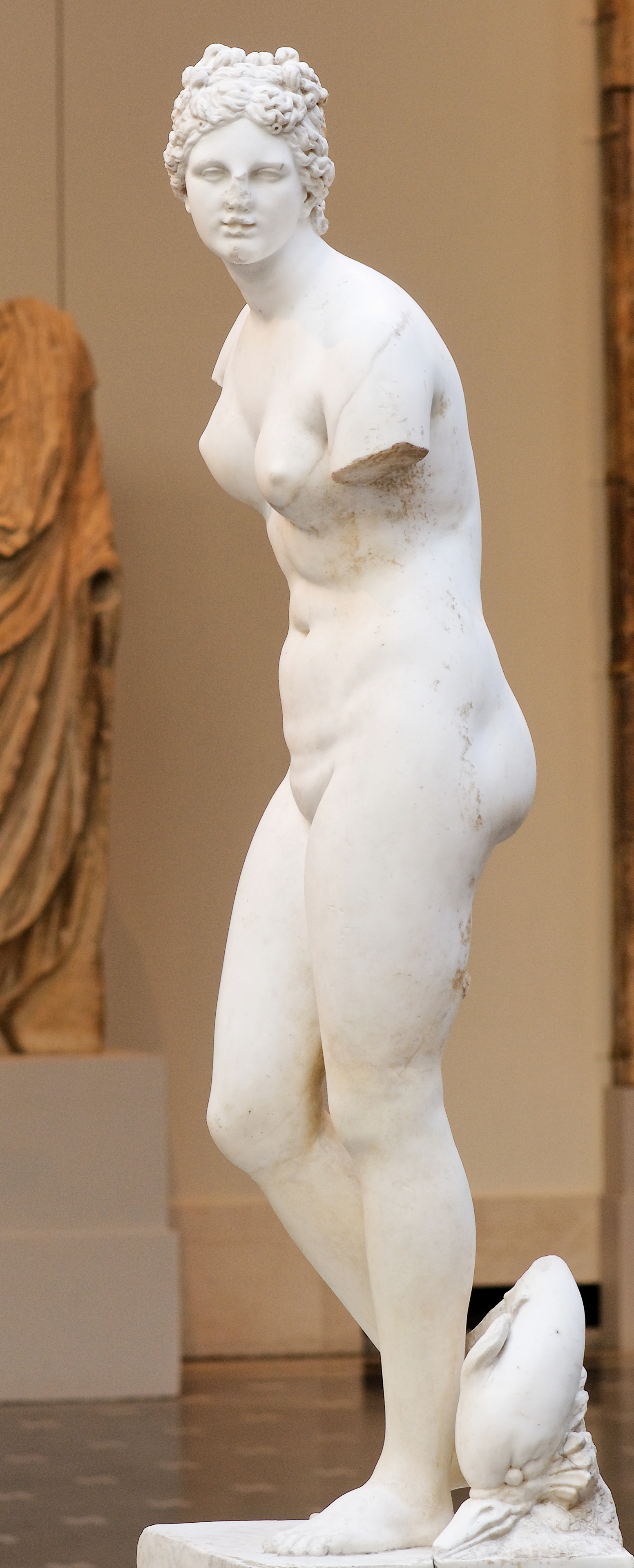
Афродіта у Музею Метрополітен

Первісно статуя мала дещо інший вигляд: згідно з давньогрецьким звичаєм, вона була розфарбована, а також несла золоті прикраси. Про це повідомили співробітники Університету Модени і Реджжо разом зі співробітниками Галереї Уффіці. Провівши хімічний аналіз, вони знайшли на губах Венери рештки червоного пігменту. Також, на думку дослідників, волосся богині могло бути покритим сухозлітним золотом. У мочках вух наявні отвори, а це значить, що статуя колись мала сережки.
Дані досліджень підтверджують свідоцтва сучасників, які стверджували на початку XIX ст., що Венера має золоті локони. Припускають, що фарба й позолота були зняті у 1815 році під час реставрації. Саме тоді статуя повернулася до Флоренції з Парижа, де протягом десяти років була експонатом Лувру.

## Венера Медічі Музею «Метрополітен»
Мармурова статуя Афродіти у Музеї «Метрополітен» у Нью-Йорку являє собою копію давньогрецького оригіналу, вельми схожого на оригінал «Венери Медічі». Збереженість статуї гірша: втрачені ніс і руки, її мусили зібрати з двох фрагментів: верхньої частини тіла й ступнів з п'єдесталом. Втрачена частина правої ноги відновлена за виліпком з «Венери Медічі». Копію датують періодом правління імператора Августа: подібна манера зображення дельфінів притаманна мистецтву саме цієї доби.
Перш ніж потрапити до Музею «Метрополітен», ця копія знаходилася у зібранні графа фон Гарбуваля (прозваного «Шамаре́» — «Розквітчаний») у Сілезії. Його предок граф Шлябрендорф свого часу здійснював Гран-Тур і листувався з Йоганном Вінкельманом.

## Копії
Венера Медічі є однією з найкопійованіших стародавностей. Людовик XIV мав не менш ніж 5 копій: мармурові роботи Карльє, Клеріона, Куазево і Фремері, і бронзову братів Келлер. Свинцеві копії статуї встановлені в багатьох парках Європи, іноді в маленьких павільйонах. Зменшені бронзові копії звичайні серед кабінетної скульптури: на портреті Клода-Анрі Ватле роботи Греза (бл. 1763–65) автор праці L'Art de peindre зображений з паперами і кронциркулем, який дивиться на бронзову статуетку Венери Медічі, наче виводячи ідеальні пропорції жіночої фігури зі скульптурного взірця. Також статуя відтворюється у севрській бісквітній порцеляні, яка фактурою і кольором нагадує мармур.
Американський скульптор Хайрем Пауерс використав композицію «Венери» для створення своєї статуї «Грецька рабиня» (1844).
У музею Револтелла в Трієсті є копія білого каррарського мармуру, виконана Нікколо Баццанті.

## Галерея

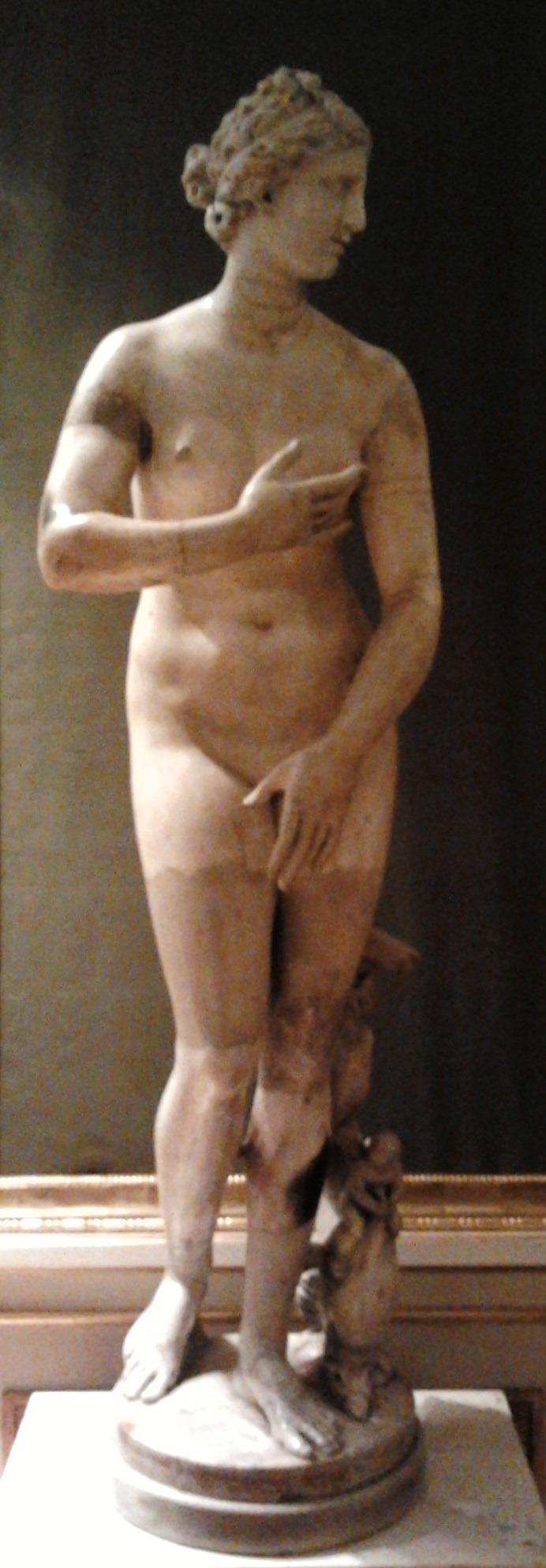
Копія в Лазєнковському Палаці
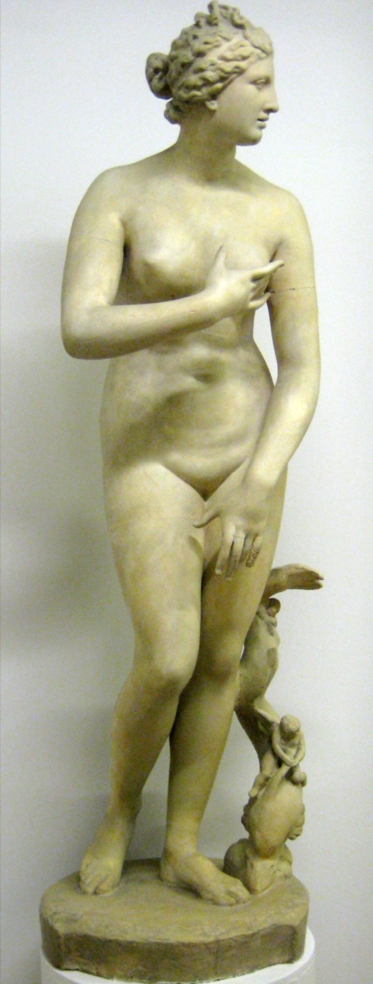
Копія в Пушкінському музеї
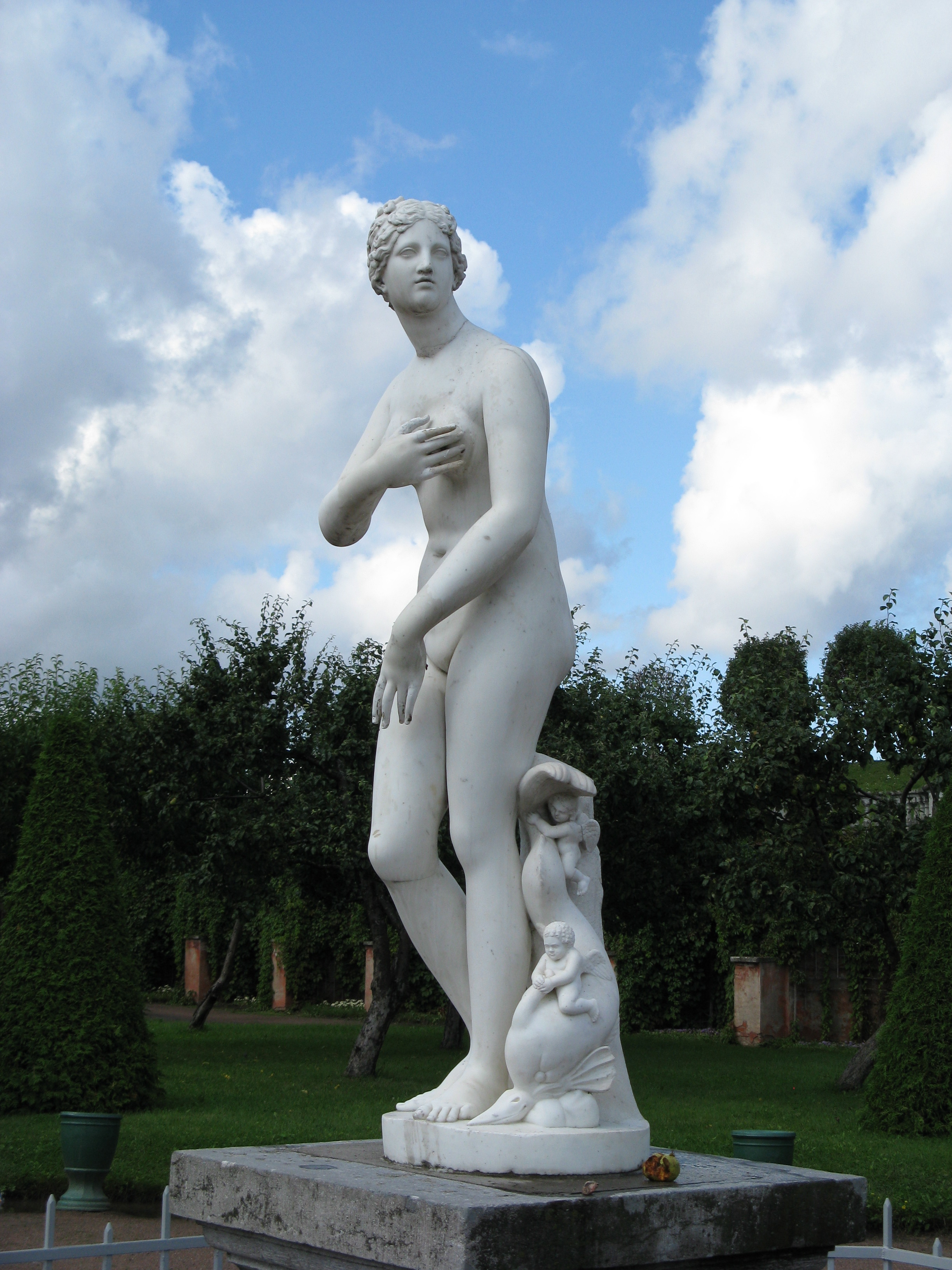
Копія XVIII ст. у Петергофі
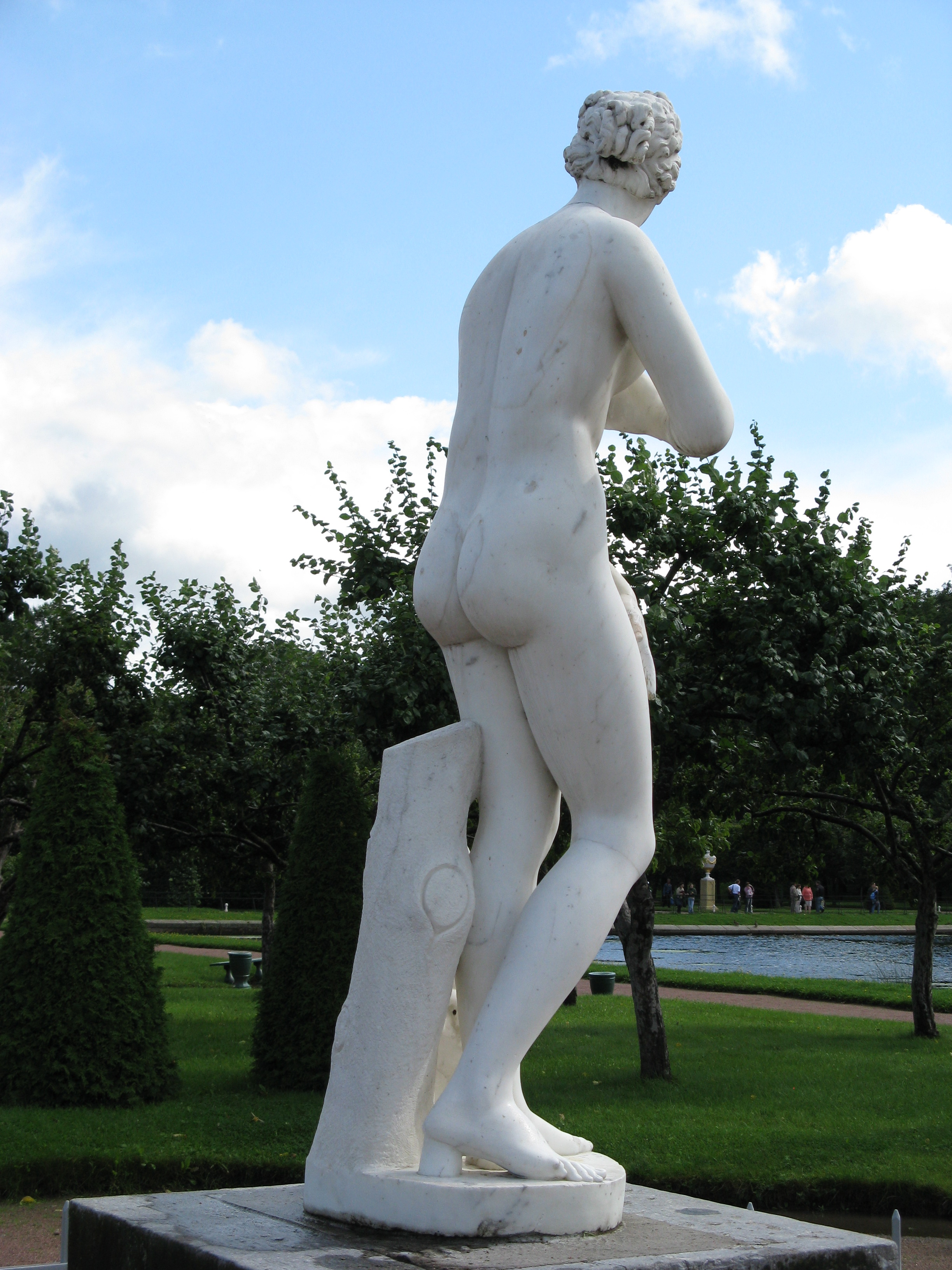
Копія XVIII ст. у Петергофі. Вигляд ззаду
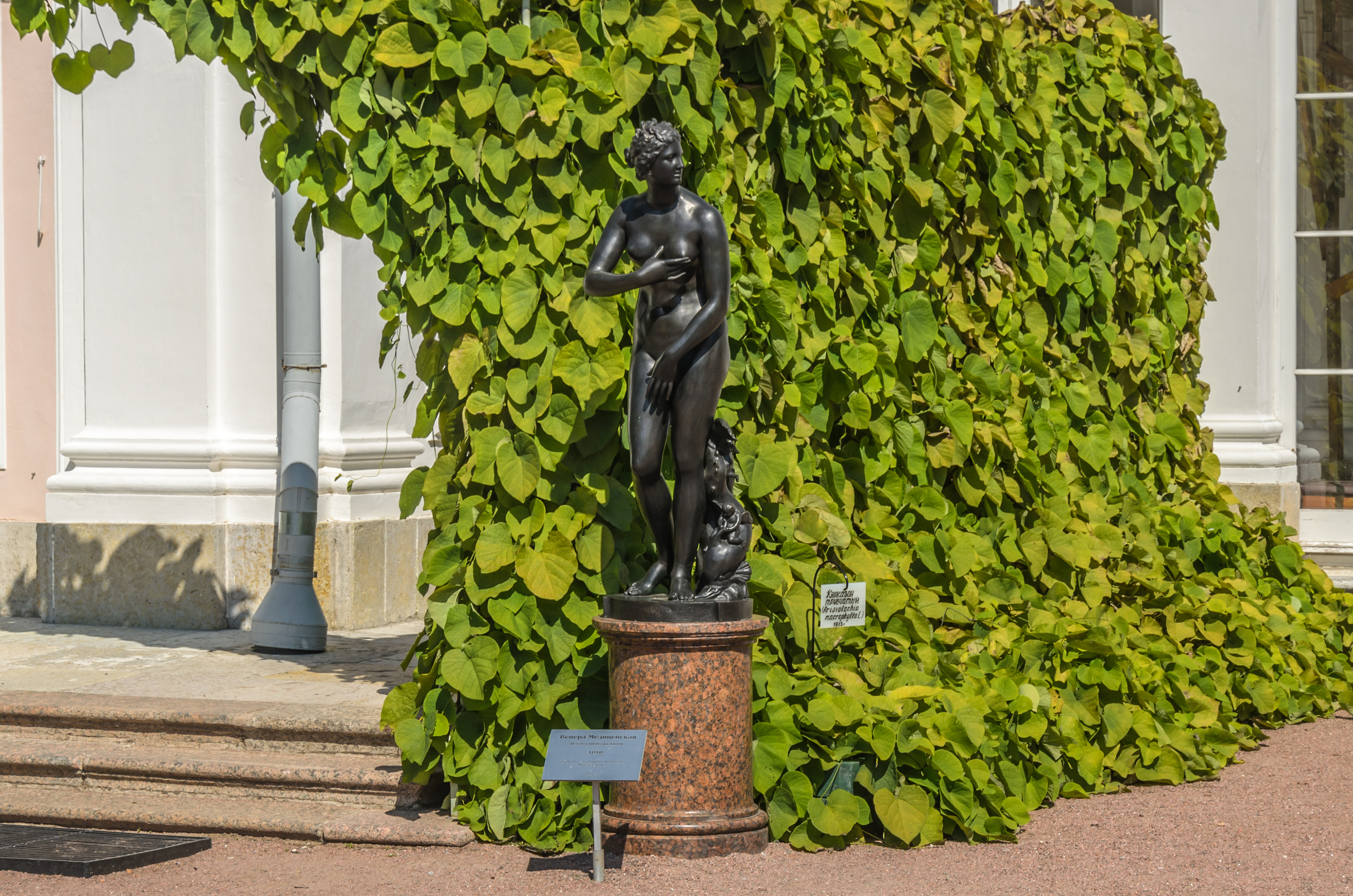
Копія в парку Оранієнбауму
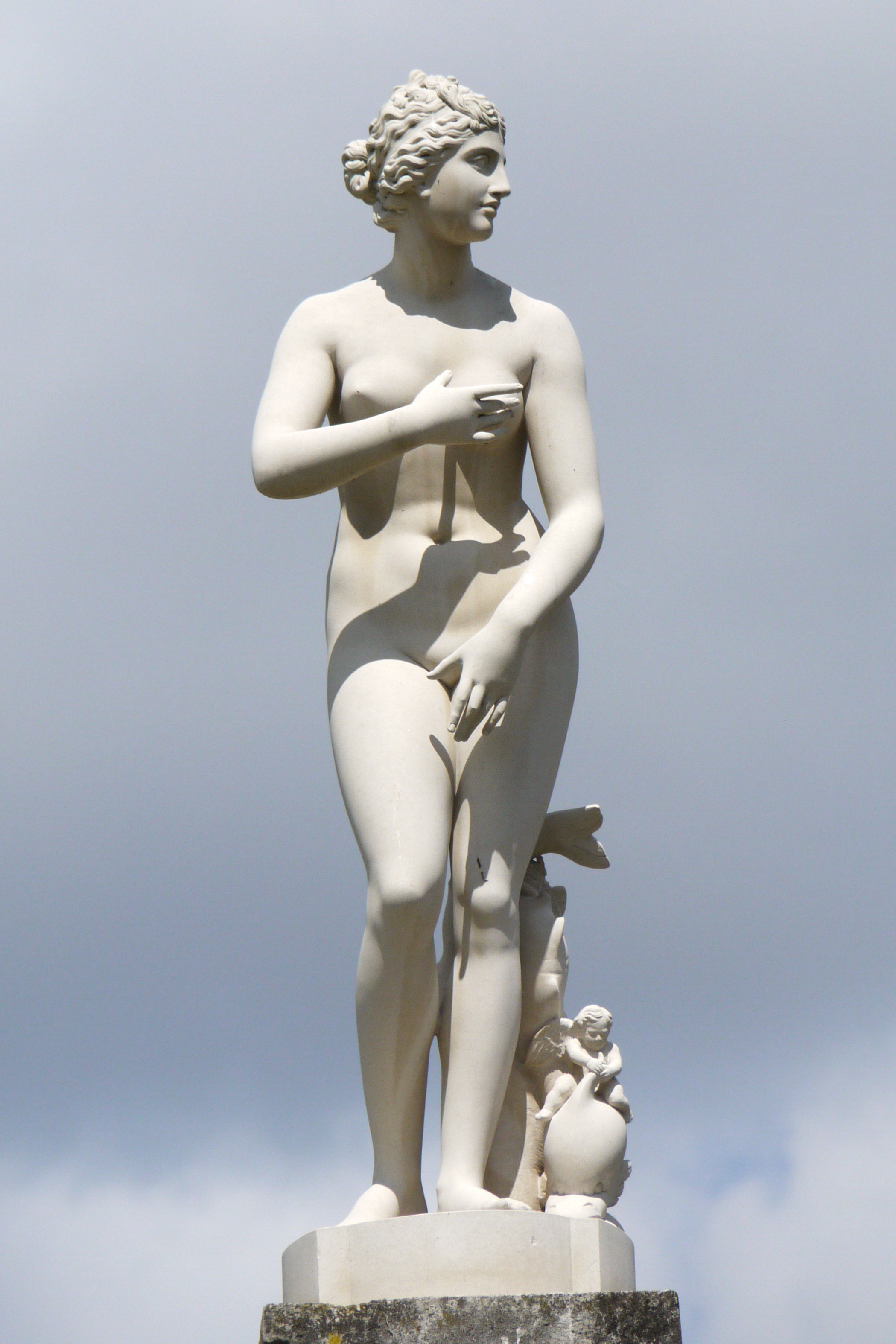
Копія в парку Чизік-хауса
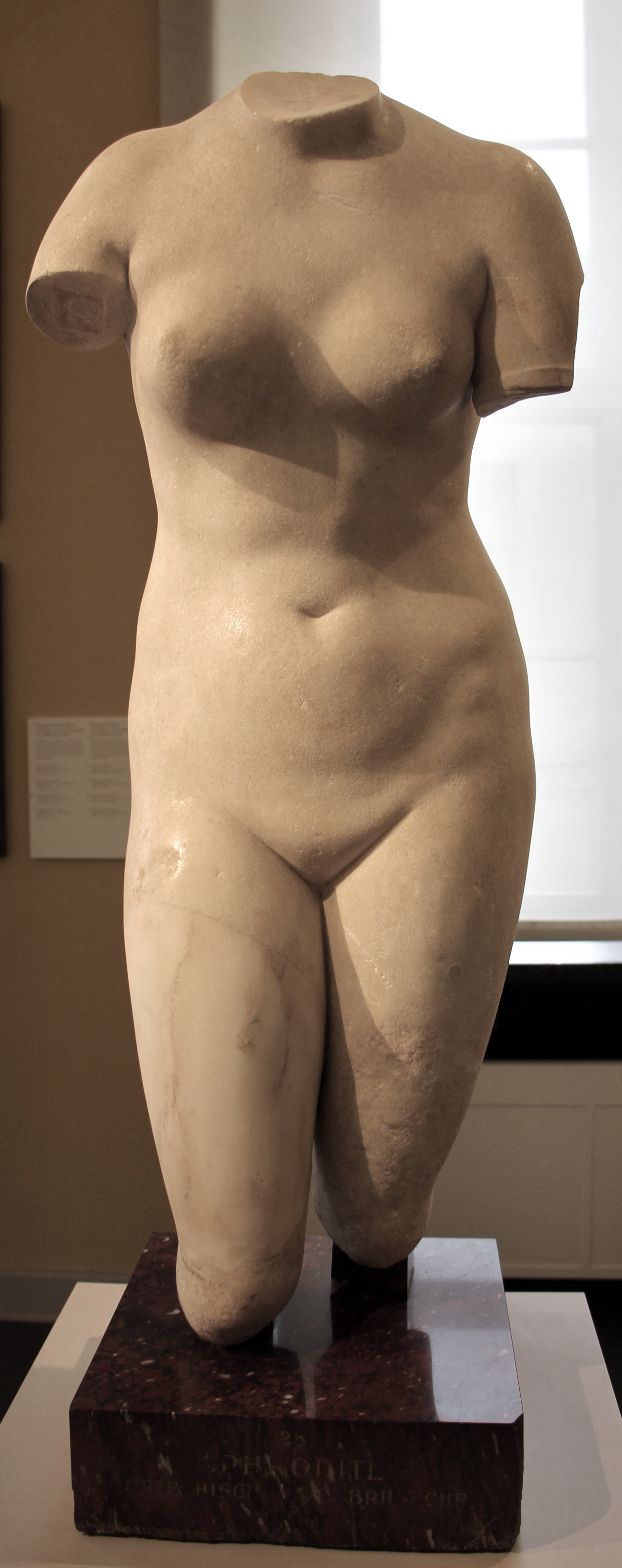
Торс статуї типу «Венера Медічі» II ст. н. е.